# Desiderando Giulia
Desiderando Giulia è un film erotico e drammatico del 1986 diretto da Andrea Barzini. È un adattamento cinematografico del romanzo Senilità di Italo Svevo, anche se ambientato a Roma e non a Trieste.

## Trama
Uno scrittore mezzo fallito, Emilio, incontra in un foyer di teatro Giulia, ragazza brusca e misteriosa, e comincia a frequentarla: egli, che vive con la sorella Amalia (legata a lui con grande morbosità e che evidentemente lo brama incestuosamente) la corteggia; lei lo respinge più volte, per poi cedergli, ma infine sparire, lasciandolo nel bisogno.
Emilio prova a fare a meno di lei ma, non riuscendovi, la cerca e la trova, accorgendosi finalmente che tipo sia: Giulia ha una vita disordinata, fa la fotomodella ma è piena di uomini e situazioni scabrose.
Lui allora tenta di farla cambiare in ogni modo, arrivando persino a picchiarla, ma non riuscendo nell'intento: chi ci rimette davvero nella situazione è Amalia, sola per l'assenza continua del fratello e perciò sentendosi vittima d'un amore finito male. Ella alla fine si suicida, e Emilio decide finalmente di lasciare in pace Giulia.

## Produzione

### Riprese
Le riprese del film, svoltesi nell'estate del 1986, videro come location principali specialmente il Lido di Ostia, vicino a Roma.

## Distribuzione
Il film uscì nelle sale cinematografiche italiane, destando immediatamente scalpore, dal 1º settembre del 1986.

## Accoglienza

### Incassi
Il film raggiunse la 63ª posizione della classifica dei 100 film di maggior incasso della stagione cinematografica 1986-87.

### Critica
Il film non venne ben accolto dalla critica, poiché considerato senza una vera trama ma incentrato solo sul mostrare spesso la protagonista nuda.
(Giovanni Grazzini, per Il Corriere della Sera, recensione del 20 settembre 1986)
(Da La Stampa, recensione del 7 settembre 1986)
(Da Il Giorno, recensione del 20 settembre 1986)